# Музей Сатакунты
Музей Сатакунты (фин. Satakunnan museo швед. Satakunda museum) — музей истории региона Сатакунта и города Пори в Финляндии.

## История
Музей основан в 1888 году и считается одним из старейших исторических музеев Финляндии. В 1980 году музей получил статус регионального.
Коллекция, насчитывающая более 80 тысяч единиц хранения, представляет ретроспективу исторического развития региона Сатакунта и города Пори.
Архивная коллекция музея стоставляет более 300 тысяч единиц хранения (фото, карты, документы).
Современное здание музея было построено в 1973 года в непосредственной близости от исторического центра и набережной реки Кокемяэнйоки.
В 2015 году в музее открылась выставка, посвящённая 50-летию открытия в Пори фестиваля Pori Jazz.